# Costa Masnaga
Costa Masnaga é uma comuna italiana da região da Lombardia, província de Lecco, com cerca de 4.385 habitantes. Estende-se por uma área de 5 km², tendo uma densidade populacional de 877 hab/km². Faz fronteira com Bulciago, Garbagnate Monastero, Lambrugo (CO), Merone (CO), Molteno, Nibionno, Rogeno.

## Demografia
| Variação demográfica do município entre 1861 e 2011                               |
|                                                                                   |
| Fonte: Istituto Nazionale di Statistica (ISTAT) - Elaboração gráfica da Wikipedia |